# Ethel Gordon Fenwick
Ethel Gordon Fenwick, född 1857, död 1947, var en brittisk sjuksköterska. 
Hon var iniativtagare till International Council of Nurses (ICN) år 1899. 